# Udspilet star
Udspilet star (Carex extensa) er en græsart af Star-slægten.  Den er 10-30 centimeter høj, og blomstrer i juni-juli måned og vokser i fugtige, saltholdige strandenge og er hjemmehørende i Europa, Nordafrika og Mellemøsten. Den er relativ sjælden i Danmark.